# Joshua Michael Stern
Joshua Michael Stern es un director de cine y guionista estadounidense. Ha dirigido tres películas: Neverwas (2005), Swing Vote (2008) y Jobs, basada en la vida de Steve Jobs, fundador de Apple Computer.

## Filmografía
| Año  | Película              | Director | Productor | Escritor | Notas              |
| ---- | --------------------- | -------- | --------- | -------- | ------------------ |
| 1996 | Amityville: Dollhouse |          |           | Sí       |                    |
| 1997 | Skeletons             |          |           | Sí       | Película para T.V. |
| 1999 | Survivor              |          |           | Sí       | Película para T.V. |
| 2005 | Neverwas              | Sí       |           | Sí       |                    |
| 2007 | The Contractor        |          |           | Sí       |                    |
| 2008 | Swing Vote            | Sí       |           | Sí       |                    |
| 2013 | Jobs                  | Sí       |           |          |                    |